# Peder Bjurman
Peder Johannes Bjurman, född 16 augusti 1966 i Gustaf Vasa församling i Stockholm, är en svensk regissör och manusförfattare. 

## Biografi
Bjurman är verksam i Kanada och Frankrike. En uppmärksammad uppsättning i Sverige är Doktor Glas av Hjalmar Söderberg med Krister Henriksson på Dramaten. Den har också turnerat runt Sverige och har gästspelat i Köpenhamn, Montreal, Helsingfors och spelade en längre period i Londons West End. Den digitala promenaden Doktor Glas erhöll ett Guldägg och ett Silverägg 2022. På Konstakademin skapade Bjurman 2016 den sociala skulpturen The Cloud Machine.
Bjurman har även samarbetat med Robert Lepage och varit medförfattare till The Andersen Project och 887, båda soloföreställningar med Lepage, samt skapat mastodontverket Playing Cards under åren 2011–2016.
Bjurman är son till översättaren Lars Bjurman och etnologen Eva Lis Bjurman samt har en dotter tillsammans med Sofi Lerström.